# Lytta exclamationis
Lytta exclamationis is een keversoort uit de familie van oliekevers (Meloidae). De wetenschappelijke naam van de soort is voor het eerst geldig gepubliceerd in 1889 door Berg.